# Skylake
Skylake je kódové označení pro šestou generaci mikroarchitektur vyvíjených společností Intel. Prodej procesorů této architektury byl zahájen v srpnu roku 2015. Procesory využívají 14nanometrový výrobní proces, stejně jako předcházející procesory architektury Broadwell. Podle Intelu tato architektura přináší lepší výkon procesoru a grafického jádra, zatímco spotřeba elektřiny se snižuje. Nástupcem architektury je Kaby Lake.
Skylake je poslední platforma Intelu, kde Microsoft podporuje starší operační systémy než je Windows 10.

## Historie vývoje
Vývoj Skylake byl zahájen ve výzkumném centru Intelu nacházejícím se ve městě Haifa v Izraeli. Tento vývoj trval přibližně 4 roky. Intel ho oznámil v září 2014 na setkání technologů Intel Developer Forum v San Franciscu. Uvolnění první várky procesorů Skylake, konkrétně modelů 6600K a 6700K, bylo oznámena 5. srpna 2015 na veletrhu Gamescom.
30. května 2017 bylo oznámeno, že Intel chystá novou řadu high-endových procesorů s architekturou Skylake-X, které nesou označení Core i7 a Core i9, a dvou procesorů architektury Kaby Lake-X s označením i5 a i7. Společně s těmito procesory byl oznámen nový čipset X299 se socketem 2066 a nová platforma. Pravděpodobně se jednalo o reakci Intelu na chystané procesory AMD Ryzen 7 a Ryzen Threadripper.

## Charakteristika procesoru
Stejně jako Broadwell jsou procesory dostupné v pěti variantách: SKL-S, SKL-X, SKL-H, SKL-U a SKL-Y. Procesory s koncovkami S a X jsou přetaktovatelné díky odemknutému násobiči. Varianty SKL-S a SKL-X zahrnují vybrané procesory s odemknutým násobičem, což znamená, že je lze přetaktovat. Jedná se zpravidla o modely s K nebo X na konci jejich označení. Varianty SKL-S používají nové patice Socket 1151 a varianty SKL-X Socket 2066, oba typu LGA. Varianty H, U a Y byly navrženy především pro přenosná zařízení, jako jsou notebooky a používají patice typu BGA. Skylake využívá nové čipsety série 100, označované Sunrise Point.
Varianty U a Y podporují jeden DIMM slot, varianty H a S podporují dva DIMM sloty. Varianty X podporují čtyři DIMM sloty. Oficiálně podporuje tato architektura paměti DDR3 i DDR4.
Některé varianty P mají snížený počet grafických jader (z 24 na 12), oproti jejich přímým protějškům bez P.
Skylake přináší také změny do instrukční sady, konkrétně rozšíření Intel MPX a Intel SGX, oba pro ochranu paměti. Budoucí varianty Xeonu budou disponovat rozšířením Advanced Vector Extensions 3.2 (AVX-512F).
Na rozdíl od Haswellu nemají procesory Skylake integrovanou kontrolu napětí.

## Seznam procesorů Skylake

### Desktopové
| Procesor označení a model | Procesor označení a model | Pracovní frekvence | Počet jader/vláken |
| ------------------------- | ------------------------- | ------------------ | ------------------ |
| Core i9                   | 7980XE                    | N/A                | 18/36              |
| Core i9                   | 7960X                     | N/A                | 16/32              |
| Core i9                   | 7940X                     | N/A                | 14/28              |
| Core i9                   | 7920X                     | 2.9 GHZ            | 12/24              |
| Core i9                   | 7900X                     | 3.3 GHZ            | 10/20              |
| Core i7                   | 7820X                     | 3.6 GHz            | 8/16               |
| Core i7                   | 7800X                     | 3.5 GHz            | 6/12               |
| Core i7                   | 6700K                     | 4 GHz              | 4/8                |
| Core i7                   | 6700                      | 3.4 GHz            | 4/8                |
| Core i7                   | 6700T                     | 2.8 GHz            | 4/8                |
| Core i5                   | 6600K                     | 3.5 GHz            | 4/4                |
| Core i5                   | 6600                      | 3.3 GHz            | 4/4                |
| Core i5                   | 6600T                     | 2.7 GHz            | 4/4                |
| Core i5                   | 6500                      | 3.2 GHz            | 4/4                |
| Core i5                   | 6500T                     | 2.2 GHz            | 4/4                |
| Core i5                   | 6400                      | 2.7 GHz            | 4/4                |
| Core i5                   | 6400T                     | 2.2 GHz            | 4/4                |
| Core i3                   | 6320                      | 3.9 GHz            | 2/4                |
| Core i3                   | 6300                      | 3.8 GHz            | 2/4                |
| Core i3                   | 6300T                     | 3.3 GHz            | 2/4                |
| Core i3                   | 6100                      | 3.7 GHz            | 2/4                |
| Core i3                   | 6100T                     | 3.2 GHz            | 2/4                |
| Pentium                   | G4520                     | 3.6 GHz            | 2/2                |
| Pentium                   | G4500                     | 3.5 GHz            | 2/2                |
| Pentium                   | G4400                     | 3.3 GHz            | 2/2                |
| Pentium                   | G4400T                    | 2.9 GHz            | 2/2                |

### Mobilní
| Procesor označení a model | Procesor označení a model | Pracovní frekvence | Počet jader/vláken |
| ------------------------- | ------------------------- | ------------------ | ------------------ |
| Core i7                   | 6970HQ                    | 2.8 GHz            | 4/8                |
| Core i7                   | 6920HQ                    | 2.9 GHz            | 4/8                |
| Core i7                   | 6870HQ                    | 2.7 GHz            | 4/8                |
| Core i7                   | 6820HQ                    | 2.7 GHz            | 4/8                |
| Core i7                   | 6820HK                    | 2.7 GHz            | 4/8                |
| Core i7                   | 6770HQ                    | 2.6 GHz            | 4/8                |
| Core i7                   | 6700HQ                    | 2.6 GHz            | 4/8                |
| Core i7                   | 6660U                     | 2.4 GHz            | 2/4                |
| Core i7                   | 6650U                     | 2.2 GHz            | 2/4                |
| Core i7                   | 6600U                     | 2.6 GHz            | 2/4                |
| Core i7                   | 6567U                     | 3.3 GHz            | 2/4                |
| Core i7                   | 6560U                     | 2.2 GHz            | 2/4                |
| Core i7                   | 6500U                     | 2.5 GHz            | 2/4                |
| Core i5                   | 6440HQ                    | 2.6 GHz            | 4/4                |
| Core i5                   | 6360U                     | 2.0 GHz            | 2/4                |
| Core i5                   | 6350HQ                    | 2.3 GHz            | 4/4                |
| Core i5                   | 6300HQ                    | 2.3 GHz            | 4/4                |
| Core i5                   | 6300U                     | 2.4 GHz            | 2/4                |
| Core i5                   | 6287U                     | 3.1 GHz            | 2/4                |
| Core i5                   | 6267U                     | 2.9 GHz            | 2/4                |
| Core i5                   | 6260U                     | 1.8 GHz            | 2/4                |
| Core i5                   | 6200U                     | 2.3 GHz            | 2/4                |
| Core i3                   | 6167U                     | 2.7 GHz            | 2/4                |
| Core i3                   | 6100H                     | 2.7 GHz            | 2/4                |
| Core i3                   | 6100U                     | 2.3 GHz            | 2/4                |
| Core i3                   | 6Y75                      | 1.2 GHz            | 2/4                |
| Core i3                   | 6Y57                      | 1.1 GHz            | 2/4                |
| Core i3                   | 6Y54                      | 1.1 GHz            | 2/4                |
| Core i3                   | 6Y30                      | 0.9 GHz            | 2/4                |
| Core i3                   | 4405U                     | 2.1 GHz            | 2/4                |
| Core i3                   | 4405Y                     | 1.5 GHz            | 2/4                |
| Celeron                   | G3902E                    | 1.6 GHz            | 2/2                |
| Celeron                   | G3900E                    | 2.4 GHz            | 2/2                |
| Celeron                   | 3955U                     | 2.0 GHz            | 2/2                |
| Celeron                   | 3855U                     | 1.6 GHz            | 2/2                |

### Serverové
| Procesor označení a model | Procesor označení a model | Pracovní frekvence | Počet jader/vláken |
| ------------------------- | ------------------------- | ------------------ | ------------------ |
| Xeon E3 v5                | 1280v5                    | 3.7 GHz            | 4/8                |
| Xeon E3 v5                | 1275v5                    | 3.6 GHz            | 4/8                |
| Xeon E3 v5                | 1270v5                    | 3.6 GHz            | 4/8                |
| Xeon E3 v5                | 1260Lv5                   | 2.9 GHz            | 4/8                |
| Xeon E3 v5                | 1245v5                    | 3.5 GHz            | 4/8                |
| Xeon E3 v5                | 1240v5                    | 3.5 GHz            | 4/8                |
| Xeon E3 v5                | 1240Lv5                   | 2.1 GHz            | 4/8                |
| Xeon E3 v5                | 1230v5                    | 3.4 GHz            | 4/8                |
| Xeon E3 v5                | 1235Lv5                   | 2 GHz              | 4/4                |
| Xeon E3 v5                | 1225v5                    | 3.3 GHz            | 4/4                |
| Xeon E3 v5                | 1220v5                    | 3 GHz              | 4/4                |
| Xeon E3 v5                | 1575Mv5                   | 3.0 GHz            | 4/8                |
| Xeon E3 v5                | 1535Mv5                   | 2.9 GHz            | 4/8                |
| Xeon E3 v5                | 1505Mv5                   | 2.8 GHz            | 4/8                |
| Xeon E3 v5                | 1505Lv5                   | 2 GHz              | 4/8                |